# Spirito Santo (Ravenna)

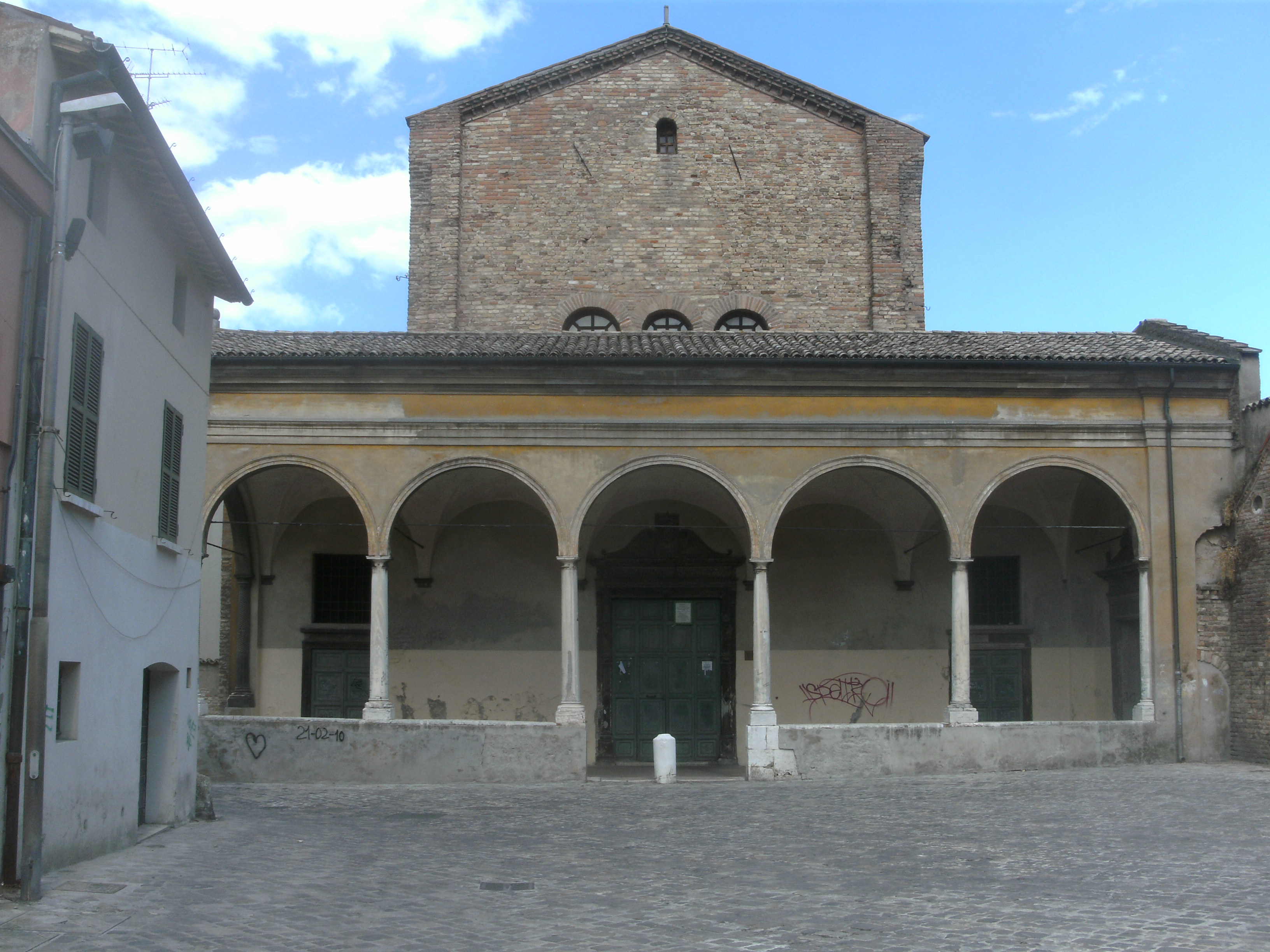
Heiliggeistkirche mit Renaissance-Portikus. Am rechten Ende des Portikus schließt sich die Backstein-Mauer des sogenannten Drogdone-Hauses an.

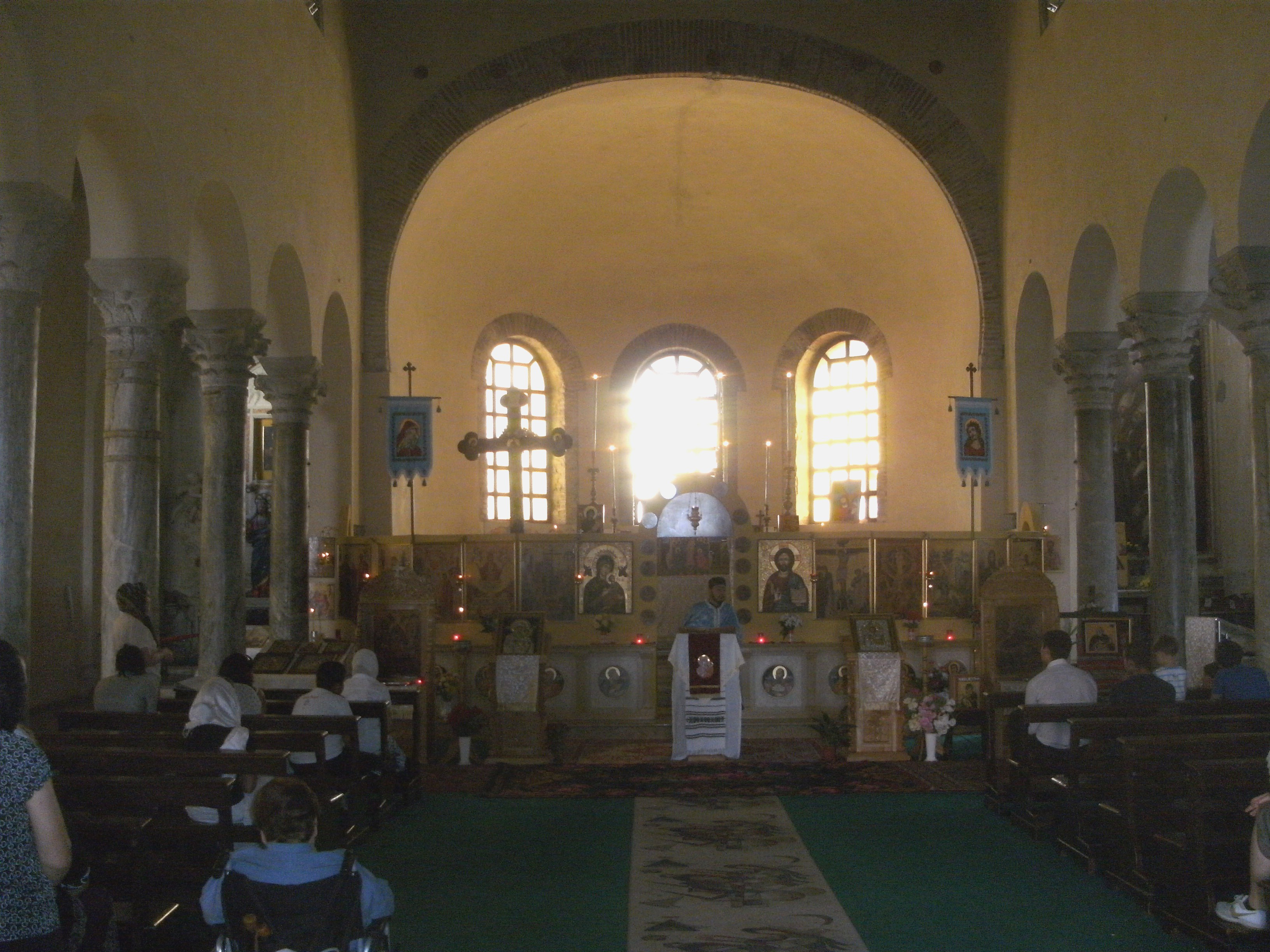
Blick in Richtung des Chors während eines griechisch-orthodoxen katholischen Gottesdienstes (Sommer 2010).

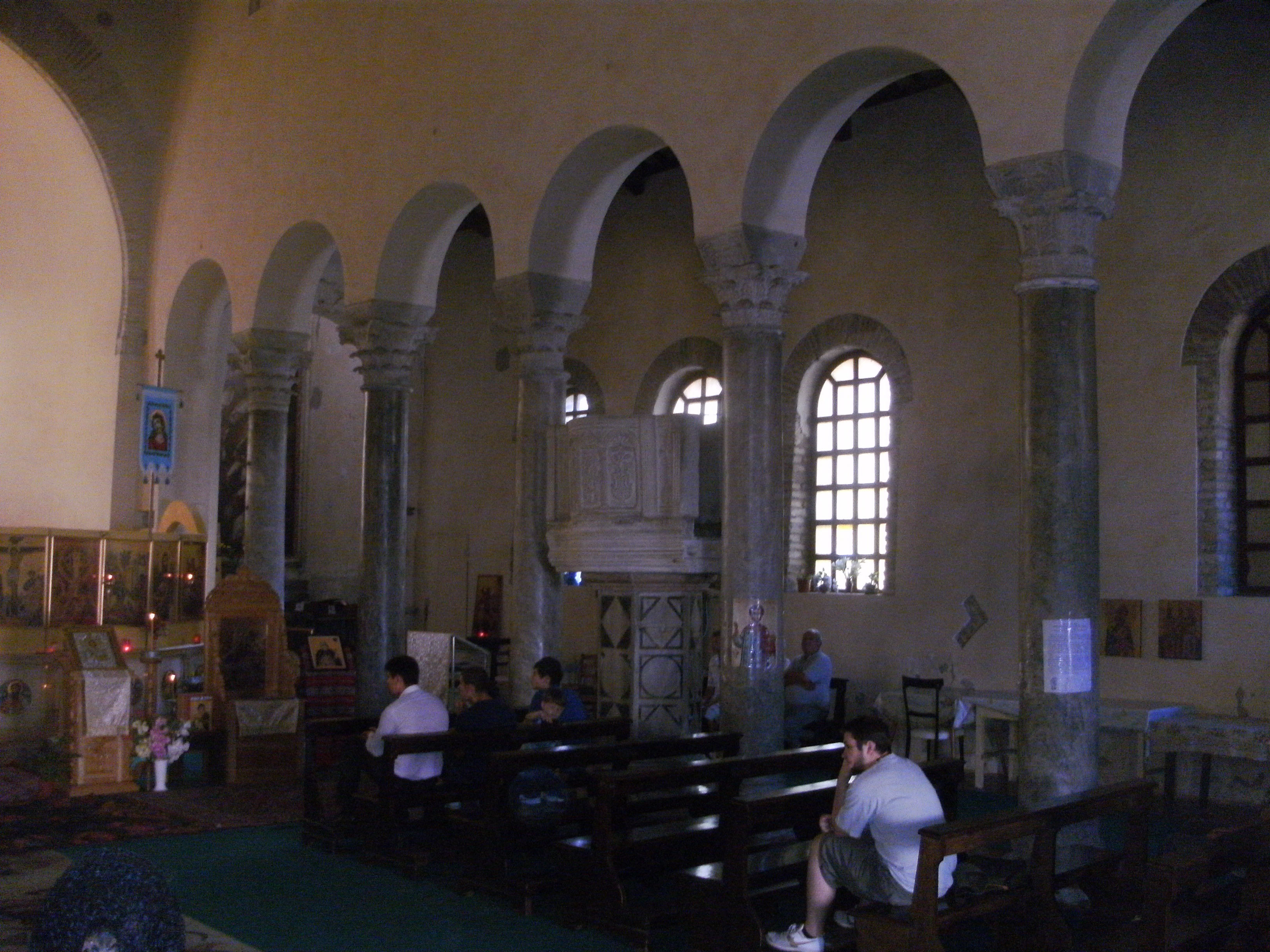
Rechtes Seitenschiff mit einem Ambo des 6. Jahrhunderts ohne Treppe.

Die Heiliggeistkirche (italienisch Chiesa dello Spirito Santo) in Ravenna ist eine dreischiffige Basilika ohne Turm im historischen Stadtzentrum.
Ihre Anfänge gehen auf das 5. bis 6. Jahrhundert zurück. Sie war ursprünglich der Anastasis (griechisches Wort für Auferstehung) geweiht und trug – in Anlehnung an die Namen byzantinischer Kathedralen – den Namen Hagia Anastasis. In alten lateinischen Texten findet sich auch die Bezeichnung Anastasis Gothorum (Auferstehungskirche der Goten).
Unter dem Ostgotenkönig Theoderich dem Großen, der im Frühjahr 493 im Auftrag des oströmischen Kaisers in Ravenna als letzter eroberter Bastion die Macht in Oberitalien an sich gerissen hatte, war sie die Hauptkirche der Arianer. Zum ursprünglichen Gebäudekomplex des Sakralbaus gehört das etwa dreißig Meter entfernte Baptisterium der Arianer. Manche Historiker halten die Heiliggeistkirche für den ersten Sakralbau der Goten in Ravenna; andere gehen davon aus, dass sie nur zur Hauptkirche der Arianer umgebaut worden war. Zur Zeit Theoderich des Großen soll sich in der Nähe der Basilika der Wohnsitz des arianischen Bischofs befunden haben.
Von dem ursprünglichen Bauwerk, dessen Fußboden um 1,88 Meter tiefer lag, sind einige Mauern und Säulen erhalten geblieben. Von dem etwa 26,40 Meter langen und 17 Meter breiten Innenraum sind durch zwei aus je sieben Säulen bestehende Säulenreihen die beiden Seitenschiffe abgeteilt. 13 dieser höher gelegten Säulen sind Originalsäulen des ursprünglichen Baus; eine Säule wurde aus Cipollino hergestellt. Die Größe der nicht sehr geräumigen Basilika ist mit der Größe der Kirche Sant’Agata dei Goti in Rom vergleichbar, die ein Vierteljahrhundert früher entstanden war.
Im 16. Jahrhundert wurde die Kirche umgebaut. Der Renaissance-Portikus stammt aus dem Jahr 1543. In dieser Zeit entstand auch die vergoldete Decke des Mittelschiffs. Die Apsis enthält keine Mosaikbilder.
In der Mitte der rechten Säulenreihe steht auf einem Marmorsockel der ursprüngliche Ambo, dessen Treppe nicht mehr vorhanden ist. Der Ambo aus der Zeit Theoderichs ist mit drei muschelförmigen Ädikulä verziert, auf denen ein Kantharos sowie Weinranken mit daran hängenden Trauben dargestellt sind.
In der ersten Kapelle des linken Seitenschiffs steht der alte Altar, der früher im Chor unter einem von geschwungenen Säulen gestützten Baldachin gestanden hatte. Drei dieser geschwungenen Säulen sind später bei dem Umbau der Kirche im 16. Jahrhundert für die Errichtung des Renaissance-Portikus wiederverwendet worden, und zwar wurden zwei der Säulen unmittelbar nebeneinander in den Eckpfeiler des Eingangstorbogens integriert und die dritte in den gegenüberliegenden Eckpfeiler des Eingangstorbogens an der Kirchenmauer.
Der Name „Heiliggeistkirche“ entstammt einer späteren Zeit und rührt von einer Legende her, der zufolge während der Bischofswahlen jeweils eine Tauben den entscheidenden Ausschlag gegeben habe, weil ihr Verhalten als ‚Zeichen Gottes‘ interpretiert worden war (Taube des Heiligen Geistes). Am Ende des rechten Seitenschiffs befindet sich ein großes Gemälde des Malers Livio Agresti aus Forlì aus dem 16. Jahrhundert, auf dem die sogenannten ‚Tauben-Bischöfe‘ (Vescovi Colombini) dargestellt sind.
Etwa 35 Jahre nach dem Tod Theoderichs (526) wurde die Basilika von dem Bischof Agnello katholisiert und dem hl. Theodorus, dem Soldaten und Märtyrer von Amasea und Ponto, geweiht. Derzeit wird sie von der griechisch-orthodoxen katholischen Kirchengemeinde Ravennas als Gotteshaus genutzt. In der Apsis sind Spuren von Fresken aufgefunden worden, die das Leben des hl. Theodorus zum Thema hatten. Historiker schließen deshalb nicht aus, dass die Apsis, bevor die Kathedrale unter Bischof Agnello dem hl. Theodorus geweiht wurde, Mosaiken aus arianischer Zeit aufgewiesen haben könnte, die bei der Übernahme des Baus durch die orthodox-katholische Kirche entfernt worden sind.
An der Südseite der Basilika wurde eine Mauer des sogenannten ‚Drogdone-Hauses‘ oder ‚Droedone-Hauses‘ angebaut. Über die Zugehörigkeit dieser Mauer besteht seitens der Historiker keine Einigkeit. Manche halten sie für ein Überbleibsel der Wohnung des arianischen Bischofs; andere vertreten die Meinung, sie sein in einer jüngeren Zeit entstanden und der spätbyzantinischen Ära von Ravenna zuzuordnen.
Neben der Heiliggeistkirche und der Basilika Sant’Apollinare Nuovo, der ehemaligen Hofkirche Theoderichs, hatte den Arianern die Kirche S. Andrea dei Goti zur Verfügung gestanden. Letztere wurde im Jahr 1457 von den Venezianern zerstört.